# Erik Blomqvist (spjutkastare)
Erik Blomqvist, född 4 november 1896 i Stockholm, död 14 januari 1967 i Stockholm, en svensk friidrottare (spjutkastning). Han vann SM-guld i spjut sammanlagt åren 1915, 1916, 1922, 1923 samt 1925. Han vann SM-guld i spjut (bästa hand) åren 1925 och 1929. Han tävlade för Kronobergs IK.